# 鲅鱼圈站
鲅鱼圈站位于中国辽宁省营口市鲅鱼圈区熊岳镇于园子村，距鲅鱼圈区政府约5公里，是哈大高铁上重要的中间站，于2012年12月1日正式投入使用。由中国铁路沈阳局集团管辖。经过铁路有哈大客运专线。车站距离大连北站142.1公里，距离沈阳北站226.9公里。

## 車站周邊
- 沈大高速公路
- 金海港小学
- 大铁村王振国卫生所

## 歷史
- 2012年12月1日启用。[2]

## 外部連結
- 中国铁路客户服务中心 （页面存档备份，存于）